# Calamactinia goughiensis
Calamactinia goughiensis är en havsanemonart som beskrevs av Oscar Henrik Carlgren 1949. Calamactinia goughiensis ingår i släktet Calamactinia och familjen Halcampoididae. Inga underarter finns listade i Catalogue of Life.